# دریاچه فیوردوویه
دریاچه فیوردوویه (روسی: Фио́рдовое؛ IPA: [ˈfɪordovojʲɪ]) یک دریاچه در سرزمین کراسنویارسک کشور روسیه است.